# 木座藏族乡
木座藏族乡，是中华人民共和国四川省绵阳市平武县下辖的一个乡镇级行政单位。

## 行政区划
木座藏族乡下辖以下地区：
民族村、和平村和新驿村。